# Akitu

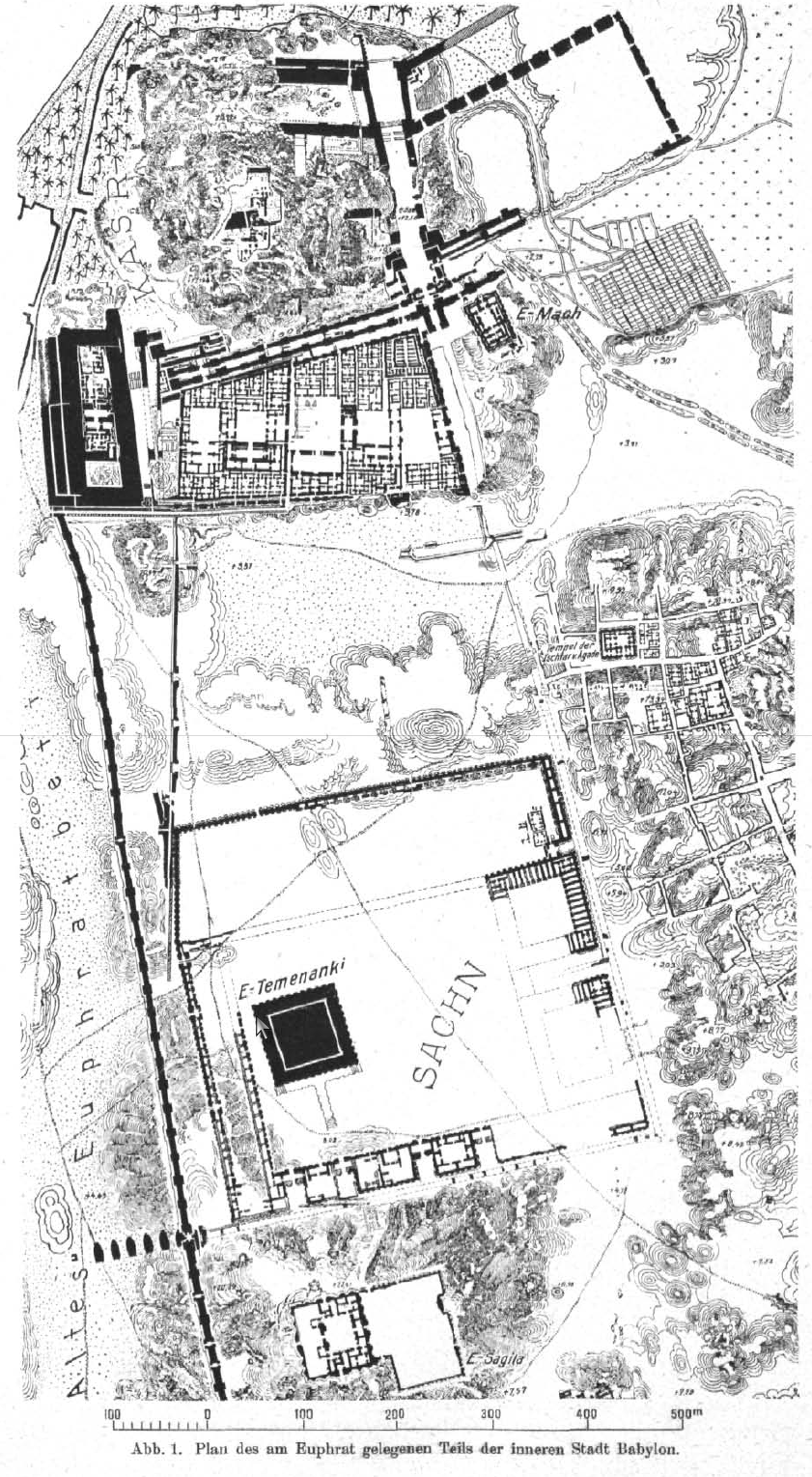
Plano parcial de Babilonia con el Éufrates a la izquierda, el Esagila abajo y la Puerta de Ishtar arriba.

Akitu o Zagmuk (término acádico del sumerio, Akītum, ezen á-ki-tum, akiti-šekinku (á-ki-ti-še-gur10-ku5) "corte de cebada", akiti-šununum "siembra de cebada", babilonio, akitu, también rêš-šattim "cabeza o comienzo del año") fue una fiesta de primavera en la Antigua Mesopotamia.
Su nombre proviene del sumerio, para "cebada", y originalmente marcaba dos festivales que se celebraban al comienzo de cada uno de los dos medios años del calendario sumerio, con motivo de la siembra de cebada en el otoño y el corte de la cebada en la primavera. La religión babilónica llegó a dedicarla a la victoria de Marduk sobre Tiamat.
En el Próximo Oriente, también aparece desde la antigüedad la noción de que los dioses determinan el destino de todos los seres, incluidos los humanos, cada vez que se alcanza un Año Nuevo. En esa fecha, dictaminan la suerte que han de correr en los meses venideros hasta el próximo año. Se evoca el ciclo del eterno retorno, que tiene analogías en innumerables culturas y que en Babilonia queda reflejado en la fiesta Akitu. 

## Akitu babilónica
La fiesta babilónica tradicionalmente comenzaba entre el 21 del mes Adar y el 1 del Nisannu, considerado el primer mes del año (equivalente a marzo-abril del calendario gregoriano). Duraba doce días, comprendiendo complejos rituales.

### Del primero al tercer día
El sacerdote del templo Ésagila (casa de Marduk) recitaría oraciones tristes con otros sacerdotes y el pueblo respondería con oraciones igualmente tristes que expresarían el temor de la humanidad a lo desconocido. Este miedo a lo desconocido explica por qué el sumo sacerdote encabezaría desde la Esagila la petición diaria de perdón a Marduk, rogándole que protegiese a Babilonia, su ciudad santa. Esta oración era llamada "El Secreto de Esagila".

### Cuarto día
Se seguirían los mismos rituales de los tres días anteriores y luego, por la noche, se recitaría la "Epopeya de la Creación", Enuma Elish, que cuenta la historia de cómo se crearon el universo y las estaciones del año, y cómo, a continuación, todos los dioses se reunían (mediante la colocación de sus estatuas juntas) ante el dios Marduk después de su victoria sobre Tiamat. La recitación de esta epopeya era considerada como el inicio de los preparativos para la sumisión del rey de Babilonia ante Marduk durante el quinto día de Akitu.

### Séptimo día
Al tercer día de su encarcelamiento Nabu liberará a Marduk. Los dioses malignos le habían encerrado con una enorme puerta. Marduk estaría luchando hasta la llegada de Nabu, cuando rompería esa puerta y se produciría una batalla de la que finalmente, Nabu saldría victorioso y liberaría a Marduk.

### Octavo día
Cuando Marduk es liberado, las estatuas de los dioses son reunidas en el Salón de los Destinos, "Ubshu-Ukkina", para deliberar su destino. Allí se decide unir todas las fuerzas de los dioses y otorgarlas a Marduk. Aquí, el rey implora a todos los dioses que apoyen y honren a Marduk, siendo esta tradición la indicación de que Marduk recibió la sumisión de todos los dioses y fue único en su posición y dominio.

### Noveno día
Procesión victoriosa hacia la "Bit Akitu" ("Casa de Akitu"), donde se celebraba la victoria de Marduk al principio de la Creación sobre el dragón Tiamat (diosa de las aguas inferiores). La Casa de Akitu que los asirios de Nínive llamaban "Bet Ekribi" ("Casa de Oraciones" en antiguo asirio), estaba a unos 200 metros fuera de las murallas de la ciudad, donde había maravillosos árboles decorados y regados cuidadosamente por respeto al dios que estaba considerado como el único que otorgaba naturaleza a la vida. La procesión triunfal era la forma en que la población expresaba su alegría a Marduk (Assur para los asirios, que le habría sustituido) por la renovación de su poder y la destrucción de las fuerzas del mal que casi controlaban la vida en el principio. 

### Día décimo
Al llegar a "Bet Akitu", el dios Marduk comenzaba la celebración, tanto con los dioses del mundo inferior, como con los del superior (las estatuas de los dioses se organizaban en torno a una gran mesa, como en un banquete), y luego Marduk volvía a la ciudad por la noche para celebrar su matrimonio con la diosa Ishtar, donde la tierra y el cielo se unen, y como los dioses se unieron, así fue esta unión dispuesta en la tierra. De este modo, el rey personifica este matrimonio sagrado, jugando el papel de casarse con la más alta sacerdotisa del Esagila (hieródula que representaría a la diosa), donde permanecerían sentados en el trono ante la población y recitarían poemas específicos para la ocasión. Este amor traerá consigo la vida durante la primavera.

### Día undécimo
Los dioses regresaban acompañados de su Señor Marduk (Assur) para reunirse de nuevo en el Salón de los Destinos "Upshu Ukkina", donde se reunieron por primera vez en el octavo día, y donde esta vez se decidirá el destino del pueblo de Marduk (Assur). En la antigua filosofía asiria de la Creación, en general, se consideraba como un pacto entre el cielo y la tierra, siempre y cuando los seres humanos sirvan a los dioses hasta su muerte, por lo que, la felicidad de los dioses no es completa, salvo que los humanos sean felices también. El destino de los seres humanos sería dar la felicidad con la condición de que sirvan a los dioses. Así, Marduk y los dioses renovarían su pacto con Babilonia y luego volverían a su casa superior (cielo).

### Día duodécimo
Último día de Akitu. Los dioses regresaban al templo de Marduk (las estatuas volvían al templo) y se reanudaba la vida cotidiana en Babilonia, Nínive, y el resto de las ciudades asirias.

## Akitu asiria
La fiesta también fue adoptada en la Asiria de la Edad del Hierro. El rey Senaquerib en el 683 a. C. construyó una "Casa de Akitu" fuera de las murallas de Assur. Otra "Casa de Akitu" fue construida en las afueras de Nínive.

## Mitología comparada
Marduk, en el mito de la fiesta Akitu, se conserva en el Marduk Ordeal Text (KAR 143), donde Marduk aparece como una deidad de vida, muerte y resurrección, lo que refleja el origen agrario de la fiesta basado en el ciclo de siembra y cosecha. Está prisionero en el inframundo hasta que sube de nuevo, al tercer día. El obvio paralelismo con la muerte y resurrección de Cristo, celebrada en la Pascua cristiana, se ha observado hace tiempo, y elaborada en detalle por Zimmern en su editio princeps, de 1918.
Pallis, en 1926, rechazó algunos de los paralelismos cristológicos señalados por Zimmern, pero siguió insistiendo en que la muerte de Marduk, los lamentos sobre él, su posterior renacimiento y el regocijo por su resurrección es uno de los modelos de Oriente Próximo para la mitología comparada de Jesucristo.
El tema de la muerte joven (cosecha/vegetal) de un dios (común en todo el Oriente Medio) también se refleja en las leyendas de Tammuz y de ello se hace referencia en la Biblia como "la mujer que llora a Tammuz", incluso en el templo del dios hebreo.

## Legado
La fiesta Akitu se continuó celebrando a lo largo del período seléucida y durante el Imperio Romano. A principios del siglo III, todavía se seguía celebrando en Emesa, Siria, en honor del dios Elagabal. El emperador romano Heliogábalo (r. 218-222), que era de origen sirio, incluso introdujo la fiesta en Italia (Herodiano, Historia de Roma, 5.6).

### Fiestas de primavera contemporáneas en el Oriente Próximo
Los iraníes celebran tradicionalmente el 21 de marzo como Noruz ("Día Nuevo"). Ja b-Nissan es el nombre de la fiesta de la primavera entre los asirios que se celebra el 1 de abril, como correspondiente al inicio del calendario asirio. El nombre acadio Akitu se reintrodujo en el asirianismo, y cayó en el día 1 de Nisan del llamado calendario asirio, introducido en la década de 1950, que se corresponde con el 1 de abril del calendario gregoriano.